# Bernard-Marie Koltès
Bernard-Marie Koltès (Metz, 9 april 1948 - Parijs, 15 april 1989) was een Franse toneelschrijver.
Koltès heeft in zijn leven vrij veel gereisd, iets wat terug te zien is in de stukken die hij heeft geschreven. Hij is onder andere naar Canada, Amerika, Sovjet-Unie, Nigeria, Mali, Guatemala en Senegal geweest. Bijvoorbeeld het stuk Tabataba (opgevoerd in 1986) speelt zich af in een Afrikaans dorpje. De familiebanden die hierin uitgespeeld worden, hebben een sterke Afrikaanse tint. Koltès heeft regie gestudeerd aan het Théâtre National de Strasbourg. Hij heeft ook stukken van zichzelf geregisseerd. 
Er zijn een aantal punten die de werken van Koltès typeren. Hij maakt in zijn stukken gebruik van afgelegen / onherbergzame plekken. Deze plekken geven al een bepaalde sfeer. De schrijfstijl is vaak wat zwartgallig en bevat lange monologen / dialogen. De meeste stukken beginnen in het donker, in de nacht. Vaak gebeurt er fysiek vrij weinig, in plaats daarvan worden confrontaties en ruzies met woorden uitgespeeld. De volgorde die Koltès hanteerde in het schrijfproces was, eerst de plek waarop het zich afspeelt, dan de manier waarop de personages praten en dan pas het verhaal. 

## Toneelstukken
- Les Amertumes (1970)
- La Marche (1970)
- L'Héritage (1972)
- Récits morts (1973)
- Sallinger (1977)
- De nacht voor het bos (La Nuit juste avant les forêts) (1977)
- Combat de nègre et de chiens (1979)
- Westkaai (Quai Ouest) (1985)
- In de eenzaamheid van de katoenvelden (Dans la solitude des champs de coton) (1985)
- Tabataba (1986)
- Terug in de Woestijn (Retour au désert) (1988)
- Roberto Zucco (1988)

- Bibsys: 90267848
- Biblioteca Nacional de España: XX1055050
- Bibliothèque nationale de France: cb11909952r (data)
- Catàleg d'autoritats de noms i títols de Catalunya: 981058604954306706
- CiNii: DA09942962
- Gemeinsame Normdatei: 120946521
- International Standard Name Identifier: 0000 0001 2096 274X
- Library of Congress Control Number: n83317530
- Nationale Bibliotheek van Letland: 000035080
- Bibliotheek van het Japanse parlement: 00872840
- Nationale Bibliotheek van Tsjechië: jx20050610001
- Nationale Bibliotheek van Israël: 987007305114605171
- Nederlandse Thesaurus van Auteursnamen: 071244557
- Istituto Centrale per il Catalogo Unico: CFIV032962
- LIBRIS: 194101
- SNAC: w6bp1n59
- Système universitaire de documentation: 026952173
- Virtual International Authority File: 64007635
- WorldCat: E39PBJfMfgYHd7gVXQx9p46dwC